# 二次变差
在数学中，二次变差（英語：Quadratic variation）用于分析随机过程，例如布朗运动和鞅。二次变差是变差的一种。

## 定义
设{\displaystyle X_{t}}是定义在概率空间{\displaystyle (\Omega ,{\mathcal {F}},\mathbb {P} )}上的实值随机过程，时间t取非负实数。其二次变差也是一个随机过程，记做{\displaystyle [X]_{t}}，定义为
{\displaystyle [X]_{t}=\lim _{\|P\|\to 0}{\sum _{k=1}^{n}{(X_{t_{k}}-X_{t_{k-1}})^{2}}}}
其中P取遍区间[0,t]所有的划分，范数{\displaystyle \|P\|}等于P中最长的子区间的长度，极限使用依概率收敛来定义。
更一般地，两个过程X和Y的协变差（或称互变差）为
{\displaystyle [X,Y]_{t}=\lim _{\|P\|\to 0}{\sum _{k=1}^{n}{(X_{t_{k}}-X_{t_{k-1}})(Y_{t_{k}}-Y_{t_{k-1}})}}}
用极化恒等式可以把协变差用二次变差表示出来
{\displaystyle [X,Y]_{t}={\frac {1}{2}}([X+Y]_{t}-[X]_{t}-[Y]_{t})}

## 有限变差过程
随机过程X如果在任意有限区间上都是有界变差的（以概率1成立），则称X是有限变差的。这样的过程非常常见，尤其是包括所有的连续可微函数。对所有的连续有限变差过程，二次变差都存在且等于0。
这个结论可以推广到不连续的情况。对右连左极的有限变差过程，其二次变差等于间断点处跳跃值的平方和。具体来说，记X在t处的左极限为{\displaystyle X_{t^{-}}}，X在t处的跳跃记为{\displaystyle \Delta X_{t}=X_{t}-X_{t^{-}}}。则二次变差为
{\displaystyle [X]_{t}=\sum _{0<s\leq t}{(\Delta X_{s})^{2}}}
要证明连续的有限变差过程的二次变差为0，需使用以下不等式，其中P是区间[0,t]的划分，{\displaystyle V_{t}(X)}是X在[0,t]上的变差。
{\displaystyle {\begin{aligned}\sum _{k=1}^{n}{(X_{t_{k}}-X_{t_{k-1}})^{2}}&\leq \max _{k\leq n}{|X_{t_{k}}-X_{t_{k-1}}|}\sum _{k=1}^{n}{|X_{t_{k}}-X_{t_{k-1}}|}\\&\leq \max _{|u-v|\leq \|P\|}{|X_{u}-X_{v}|}V_{t}(X)\\\end{aligned}}}
由X的连续性，这在{\displaystyle \|P\|}趋于0时的极限也趋于0。

## 伊藤过程
标准布朗运动的二次变差存在，为{\displaystyle [B]_{t}=t}。这可以推广到伊藤过程。根据定义，伊藤过程可以用伊藤积分表示为
{\displaystyle {\begin{aligned}X_{t}&=X_{0}+\int _{0}^{t}{\sigma _{s}dB_{s}}+\int _{0}^{t}{\mu _{s}d[B]_{s}}\\&=X_{0}+\int _{0}^{t}{\sigma _{s}dB_{s}}+\int _{0}^{t}{\mu _{s}ds}\\\end{aligned}}}
其中B是标准布朗运动。这样的过程，二次变差为
{\displaystyle [X]_{t}=\int _{0}^{t}{\sigma _{s}^{2}ds}}

## 半鞅
可以证明所有的半鞅都有二次变差和协变差。这是随机微积分理论的重要部分，出现在伊藤引理中。二次协变差也出现在分部积分公式中
{\displaystyle X_{t}Y_{t}=X_{0}Y_{0}+\int _{0}^{t}{X_{s^{-}}dY_{s}}+\int _{0}^{t}{Y_{s^{-}}dX_{s}}+[X,Y]_{t}}
这可用来计算[X,Y]。
上式也可写成随机微分方程的形式：
{\displaystyle dX_{t}Y_{t}=X_{t^{-}}dY_{t}+Y_{t^{-}}dX_{t}+dX_{t}dY_{t}}
其中{\displaystyle dX_{t}dY_{t}=d[X,Y]_{t}}

## 鞅
右连左极鞅和局部鞅的二次变差都有定义，因为它们都是半鞅。局部平方可积鞅M的二次变差[M]是从0开始的右连续的增过程，跳跃值{\displaystyle \Delta [M]=\Delta M^{2}}，使得{\displaystyle M^{2}-[M]}是局部鞅。Karandikar-Rao(2014)给出了[M]存在的一个证明（不使用随机微积分）。
平方可积鞅有一个有用的结论，可用来计算伊藤积分的变差
{\displaystyle \mathbb {E} \left(\int _{0}^{t}{HdM}\right)^{2}=\mathbb {E} \int _{0}^{t}{H^{2}d[M]}}
只要M是右连左极平方可积鞅且H是有界可预测过程，这个结论总是成立的，常用于构造伊藤积分。
还有一个重要结论是Burkholder-Davis-Gundy不等式，用二次变差给出了鞅的最大值的上下界。对从0开始的局部鞅，最大值记为{\displaystyle M_{t}^{*}\equiv \sup _{s\leq t}{|M_{s}|}}，对任意实数{\displaystyle p\geq 1}
{\displaystyle c_{p}\mathbb {E} [M]_{t}^{p/2}\leq \mathbb {E} (M_{t}^{*})^{p}\leq C_{p}\mathbb {E} [M]_{t}^{p/2}}
式中{\displaystyle c_{p}\leq C_{p}}是依赖于p的常数，但不依赖于选取的鞅M和时间t。若M是连续局部鞅，则不等式对任何p>0都成立。
另一种变差，可预测二次变差有时用于局部平方可积鞅，记做{\displaystyle \langle M\rangle _{t}}，定义为从0开始的右连续且递增的可预测过程，使得{\displaystyle M^{2}-\langle M\rangle }是局部鞅。其存在性可由Doob-Meyer分解定理得到。对连续局部鞅，可预测二次变差就等于二次变差。